# Аиджал
Аиджа́л, Айзаул (Айзол, хинди आइज़ोल Āizol; бенг. আইজল, Āijal; англ. Aizawl) — столица индийского штата Мизорам. Крупнейший город штата с населением 291 822. Основан в 1894 году. Средняя высота над уровнем моря 1018 метров.

## История
Беспорядки, организованные вождём племён мизо Кхалкомом, вынудили британцев создать в 1871-72 годах форпост, ставший впоследствии городом Аиджал. В 1890 году в Аиджал прибыл офицер полиции Ассама Далли с отрядом в 400 человек в целях поддержки подразделений полковника Скиннера во время британской военной операции против племён мизо. По совету офицера Далли, Аиджал был выбран в качестве места для строительства укреплённого форпоста. В 1892-95 годах была построена дорога из Силчара, облегчившая путь в Аиджал. В марте 1966 года город подвергся бомбардировкам со стороны Индийских военно-воздушных сил во время восстания народа мизо. Вплоть до 1966 года Аиджал являлся большой деревней, однако перегруппировка селений народа мизо после восстания сделал Аиджал вначале крупным посёлком, а затем и городом. Аиджал стал центром дорог, связывающих север, юг, запад и восток Мизорама. В Аиджале проживает более 25 % населения штата.
После образования в 1987 году штата Мизорам Аиджал стал его столицей.

## Физико-географическая характеристика
Аиджал располагается севернее тропика Рака на севере Мизорама. Город расположен на горном хребте, ограниченном с запада долиной реки Тлонг, с востока — долиной реки Туириал. Средняя высота над уровнем моря — 1 132 метра.

### Климат
Аиджал имеет мягкий, субтропический климат, связанный как с местоположением города, так и с его высотой над уровнем моря. Согласно классификации климатов Кёппена климат города классифицируется как субтропический океанический климат (Cwa). Средние температуры лета — 20-30 °C, зимы 11-21 °C
| Показатель                    | Янв. | Фев. | Март | Апр.  | Май   | Июнь  | Июль  | Авг.  | Сен.  | Окт.  | Нояб. | Дек. | Год    |
| ----------------------------- | ---- | ---- | ---- | ----- | ----- | ----- | ----- | ----- | ----- | ----- | ----- | ---- | ------ |
| Средний суточный максимум, °C | 20,5 | 22,0 | 25,3 | 27,2  | 26,6  | 25,3  | 25,3  | 25,6  | 25,8  | 24,6  | 22,7  | 21,3 | 24,3   |
| Средний суточный минимум, °C  | 11,4 | 13,5 | 15,6 | 17,9  | 18,6  | 19,2  | 19,3  | 19,2  | 19,5  | 18,1  | 15,1  | 12,6 | 16,7   |
| Норма осадков, мм             | 5,9  | 26,5 | 77,9 | 157,9 | 246,5 | 477,2 | 276,4 | 304,7 | 285,0 | 240,4 | 39,9  | 7,0  | 2244,7 |
| Источник: IMD                 |      |      |      |       |       |       |       |       |       |       |       |      |        |

## Население
По переписи 2011 года население города составило 291 822 человека, из них мужчин 143 803, женщин 148 019. Средний уровень грамотности 98,80 % (среди мужчин 99,30 %, среди женщин 98,31 %).
В 2005 году население города Аиджал — 256 399 жителей, из них мужчин 124 917, женщин 131 482.

## Экономика
Экономика города связана со столичной ролью города. В Аиджале расположены офисы основных банков штата. Также в городе расположена гостиница категории 3 звезды Hotel Regency. Аиджал важнейший торговый и финансовый центр штата.

## Транспорт
Город обслуживает аэропорт Ленгпуи. Из него совершаются регулярные рейсы в Калькутту, Гувахати, Импхал.
Национальное шоссе № 54 связывает город с Силчаром, № 40 с Агарталой и № 150 с Импхалом. Общественный транспорт представлен такси и частными микроавтобусами.

## Туризм
Правительство штата прилагает немалые усилия для привлечения туристов: строятся туристические комплексы, проводятся фестивали. Город, расположенный на холмах, привлекателен сам по себе, ближайшие окрестности интересны смотровыми площадками и красивой природой.
Достопримечательности:
- Музей штата Мизорам расположен на холме МакДональд в центре города. Несмотря на малые размеры, он примечателен интересной коллекцией исторических реликвий, древних костюмов и традиционных орудий.
- Храм Соломона
- Традиционная деревня Рейек в 12 км от Аиджала
- Хмуйфанг — гора с девственными лесами, расположенная в 50 км от Аиджала